# Project Grudge
Project Grudge - a fost un proiect de scurtă durată realizat de Forțele Aeriene Americane pentru a investiga obiecte zburătoare neidentificate (OZN-uri). Grudge a fost succesorul așa-numitului Project Sign în februarie 1949, fiind apoi urmat de Project Blue Book. Proiectul a fost încheiat în mod oficial în decembrie 1949, dar, de fapt, a continuat la capacitate minimă până la sfârșitul anului 1951.

## Legături externe
- Webpage about Project Grudge

| Predecesor: Project Sign | Proiecte militare americane de investigație a fenomenului OZN | Succesor: Project Blue Book |